# Belegeringsmentaliteit
Belegeringsmentaliteit is een gedeeld gevoel van slachtofferschap en daarmee gepaard gaand defensief gedrag. De term is afgeleid van de ervaringen tijdens belegeringen: een groep mensen voelt zich voortdurend aangevallen, onderdrukt of geïsoleerd, en denkt dat de rest van de wereld negatieve bedoelingen met hen heeft.
Negatieve gevolgen van een belegeringsmentaliteit zijn onder meer zwart-witdenken, verhoogde  conformiteitsdwang en gebrek aan vertrouwen. Daar staat tegenover dat groepen met een belegeringsmentaliteit beter voorbereid kunnen zijn op tegenslagen, en dat er een groter gevoel van sociale cohesie kan zijn.

## Voorbeelden
Op nationaal niveau heerste er een belegeringsmentaliteit in de Sovjet-Unie en Zuid-Afrika ten tijde van de Apartheid, toen beide landen ideologisch bijna volledig alleen stonden. Ook in Israël is sprake van een gelijkaardige mentaliteit, evenals in Noord-Korea. Daar zouden de machthebbers doelbewust een belegeringsmentaliteit in stand houden  om hun eigen positie veiliger te stellen.
Leden van een groep die zichzelf als een bedreigde minderheid beschouwt, zoals de eerste psychoanalysten of nieuwe religieuze bewegingen, kunnen ook een belegeringsmentaliteit hebben. 